# Віллар-де-ланська порода
Віллар-де-ланська порода (фр. Villard-de-Lans) — порода великої рогатої худоби молочно-м'ясного напряму продуктивності. В минулому мала потрійний (м'ясо-молочно-робочий) напрям. Виведена у 19 столітті на південному сході Франції. Назва породи походить від назви селища Віллар-де-Лан (тепер регіон Овернь-Рона-Альпи).

## Історія

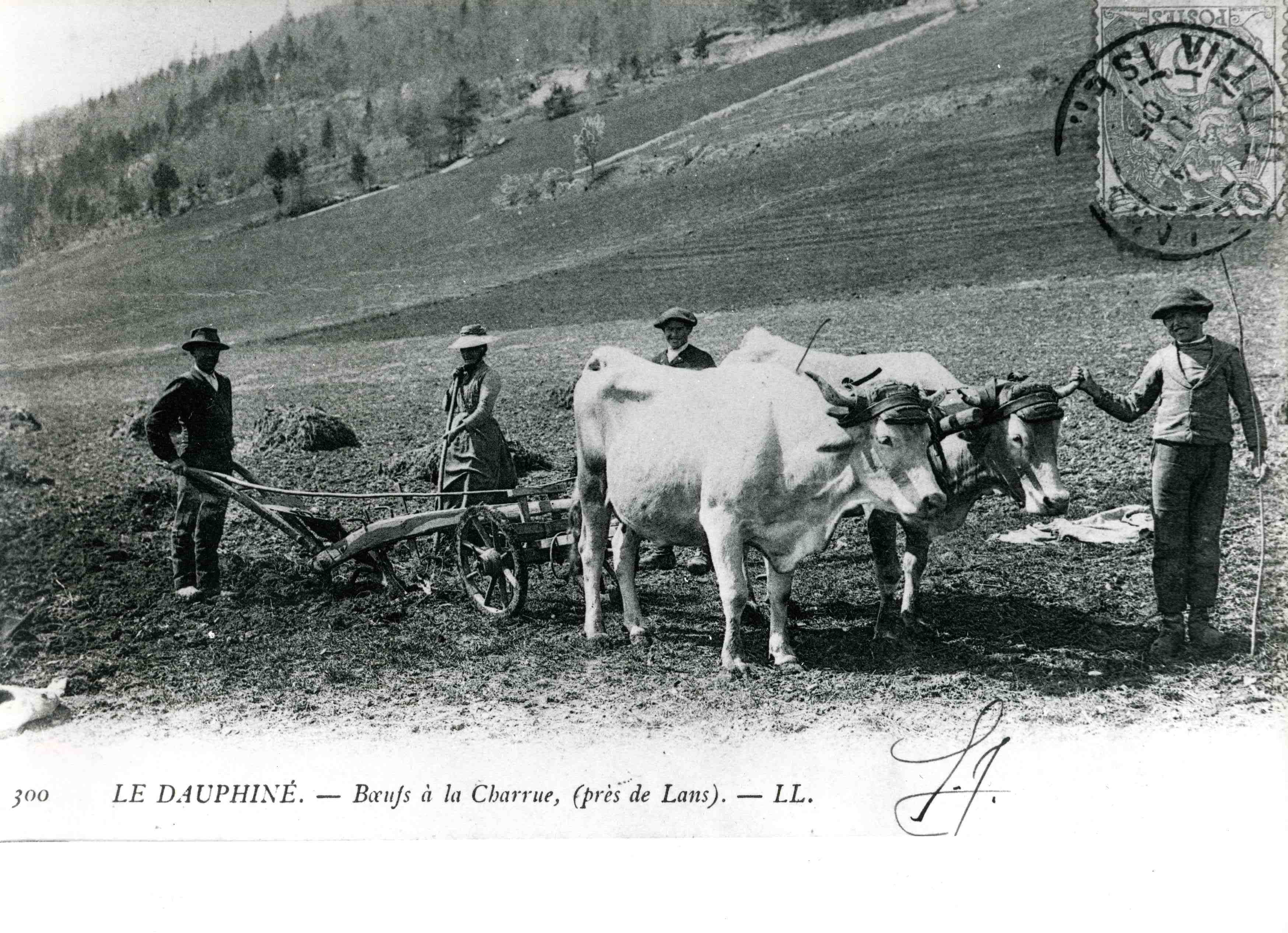
Використання худоби, ймовірно, віллар-де-ланської породи для обробітку землі на півдні Франції. Листівка 1905 року.

Віллар-де-ланська порода була добре відомою з початку 19 століття. У 1875 році було створено селекційний центр породи. Порода мала комбінований (молочно-м'ясо-робочий) напрям продуктивності. З 1950-х років через розвиток механізації сільського господарства, що призвів до припинення широкого використання тягла, та через розповсюдження монбельярдської породи, поголів'я віллар-де-ланської породи почало скорочуватись. З 1967 року заохочувалось схрещування цієї породи зі світлою аквітанською породою. У 1970-х роках залишалося менше 100 корів віллар-де-ланської породи й з 1980 року було розпочато програму зі збереження породи, що супроводжувалася додаванням 10 % крові монбельярдської й жовтої німецької порід.
У 2010 році налічувалося 411 корів віллар-де-ланської породи, що утримувалися у 61 стаді.

## Опис
Масть тварин від світлого до темного відтінків жовто-коричневого кольору, бувають тварини з білим забарвленням. Ніс світлий. Середній зріст корів становить 140 см, жива маса бугаїв — 900—1200 кг, корів — 700 кг. Середньорічний надій становить 3500 кг молока жирністю 4,1 %. Половина корів використовується для підсисного утримання телят.

## Поширення
Порода поширена у південних регіонах Франції.

## Виноски
1. 1 2 3 4 5  Villard-de-Lans. // Valerie Porter, Lawrence Alderson, Stephen J.G. Hall, D. Phillip Sponenberg (2016). Mason's World Encyclopedia of Livestock Breeds and Breeding [Архівовано 21 грудня 2016 у Wayback Machine.] (sixth edition). Wallingford: CABI. — P. 323. ISBN 9781780647944. (англ.)